# Aurora Township (Missouri)
Pour les articles homonymes, voir Aurora Township et Aurora.
Aurora Township est un ancien township, situé dans le comté de Lawrence, dans le Missouri, aux États-Unis,.
Le township est baptisé en référence à la ville d'Aurora.

### Source de la traduction
- (en) Cet article est partiellement ou en totalité issu de l’article de Wikipédia en anglais intitulé « Aurora Township, Lawrence County, Missouri » (voir la liste des auteurs).